# شركة قناة السويس للحاويات
قناة السويس لتداول الحاويات (SCCT) محطة حاويات تقع في شرق بورسعيد وتعمل كمركز شحن لشرق المتوسط عند المدخل الشمالي لقناة السويس. تم تشغيل المحطة منذ أكتوبر 2004. قناة السويس للحاويات (SCCT) هي شركةخاصة مشتركة حصلت على امتياز لبناء وتشغيل وإدارة هذه المحطة الجديدة. غالبية أسهم شركة (55% من الأسهم مملوكة من قبل (APM) كوسكو، و 10٪ مملوكة لهيئة قناة السويس وشركاتها التابعة، و 5٪ من البنك الأهلي المصري (NBE)، بينما يملك القطاع الخاص المصري 10٪ المتبقية.

## التاريخ
وقعت الحكومة المصرية اتفاقية امتياز لمدة 30 عامًا فيما يتعلق بالحاجة إلى محطة حاويات في بورسعيد. [بحاجة لمصدر] في عام 2002، [بحاجة لمصدر] صدقت مصر على اتفاقية امتياز إضافية، بعد الموافقة المسبقة على تصميم المحطة في عام 2001. [بحاجة لمصدر]

بدأ البناء على SCCT لأول مرة في عام 2003،   وتاريخ 1 أكتوبر من العام التالي. بدأت محطة حاويات قناة السويس في أكتوبر 2004.
في عام 2007، وقعت الحكومة المصرية اتفاقية امتياز  لتقدم «المرحلة الثانية» من منشأة SCCT.

## روابط خارجية
- محطة حاويات قناة السويس